# Бетел (Вашингтон)
Бетел (енгл. Bethel) насељено је место без административног статуса у америчкој савезној држави Вашингтон.

## Демографија
По попису из 2010. године број становника је 3.713.
| Група             | 2000.    | 2010.         |
| Белци             | 0 (0,0%) | 3.011 (81,1%) |
| Афроамериканци    | 0 (0,0%) | 89 (2,4%)     |
| Азијати           | 0 (0,0%) | 163 (4,4%)    |
| Хиспаноамериканци | 0 (0,0%) | 223 (6,0%)    |
| Укупно            | 0        | 3.713         |